# Mont de Mainvault
Mont de Mainvault är en kulle i Belgien.   Den ligger i provinsen Hainaut och regionen Vallonien, i den centrala delen av landet, 50 km väster om huvudstaden Bryssel. Toppen på Mont de Mainvault är 120 meter över havet.
Terrängen runt Mont de Mainvault är huvudsakligen platt. Runt Mont de Mainvault är det ganska tätbefolkat, med 207 invånare per kvadratkilometer.. Närmaste större samhälle är Frasnes-lez-Buissenal, 5,8 km väster om Mont de Mainvault. 
Trakten runt Mont de Mainvault består till största delen av jordbruksmark.